# Les Llosses
Les Llosses – gmina w Hiszpanii, w prowincji Girona, w Katalonii, o powierzchni 114,43 km². W 2011 roku gmina liczyła 224 mieszkańców.